# ジャネット・ブレア
ジャネット・ブレア（Janet Blair、1921年4月23日 - 2007年2月19日）は、アメリカ合衆国の女優。
ペンシルベニア州で生まれ、教会の聖歌隊やバンド歌手を経てハリウッドへ進出。コメディー映画などに出演した後、舞台女優に転身、劇場ミュージカル『南太平洋』に1200回以上、出演した。 その後は舞台とテレビを中心に活躍、1970年代にはテレビシリーズ『ザ・スミス・ファミリー』で俳優ヘンリー・フォンダの妻を演じた。1991年、アンジェラ・ランズベリー主演のテレビドラマ『ジェシカおばさんの事件簿』に出演したのを最後に引退。
2007年2月19日、カリフォルニア州サンタモニカの病院で肺炎による合併症により85歳で死去。

## 主な出演作品

### 映画
- 此の虫十万弗
- スケルトンの就職騒動
- ファミリー・バンド
- プレイボーイ
- ぴんぼけGメンNo. 1
- 今宵よ永遠に

### テレビ
- The Ford Theatre Hour (1948)
- The Chevrolet Tele-Theatre (1949)
- The Philco Television Playhouse (1949)
- Armstrong Circle Theatre (1954) – マリリン・ウィルソン
- The Elgin Hour (1954) – レイシー・ギャディス・クラーク
- The United States Steel Hour (1954) – ペグ・セント・クレア
- Goodyear Television Playhouse (1955)
- コネチカット・ヤンキー A Connecticut Yankee (1955) – サンディ
- Lux Video Theatre (1955) – シェリー・カーンズ
- Climax! (1955) – ジョーン・ヘイル
- Front Row Center (1955) – キティ・フォイル
- One Touch of Venus (1955) – ヴィーナス
- Ford Television Theatre (1956) – メアリー・ヒギンズ
- Screen Directors Playhouse (1956) – デラ・モーガン
- Caesar's Hour (1956–1957)
- Alcoa Theatre (1958) – リリー・アデア
- Around the World with Nellie Bly (1960) – エリザベス・ジェーン・コクラン (ネリー・ブライ)
- The Chevy Mystery Show (1960) – リサ・タウンセンド
- Shirley Temple's Storybook (1960) – アウント・ポリー
- The Dinah Shore Chevy Show (1960–1961) – 本人
- アウター・リミッツ The Outer Limits (1963) – リン・アーサー
- Bob Hope Presents the Chrysler Theatre (1964) – ポリー・エマーソン
- Destry (1964) – ベシー・ホーキンス
- バークにまかせろ Burke's Law (1963–1964) – ヴァイオレット/リナ・ジェイコブズ
- ベン・ケーシー Ben Casey (1966)
- Marcus Welby, M.D. (1970–1973) – ミセス・カーター/アン・フェリス
- The Smith Family (1971–1972) – ベティ・スミス
- 華麗な探偵ピート&マック Switch (1977) – イザベル・ジェンセン・クレイグ・ハリス
- Fantasy Island (1980) – ジャッキー・フリン
- The Love Boat (1982) – ミセス・ジョーン・ガーバー
- ジェシカおばさんの事件簿 Murder, She Wrote (1991) – バーティ(最後の出演作)